# ハタ科
ハタ科（学名：Epinephelidae）とは、スズキ目スズキ亜目 Percoidei の下位分類群。
以前はSerranidaeがハタ科とされてきたが、分子系統解析により旧ハタ科Serranidaeは多系統群であることが明らかになり、ハタ科Epinephelidae、アラ科Niphonidae、ハナダイ科Serranidaeの3科に分割された。さらにハナダイ科からAnthiadidae科、ハタ科からLiopropomatidaeおよびGrammistidae科を分割する見解もある。以下の解説は、旧ハタ科Serranidaeの範囲を示し、Epinephelidaeの定義とは異なることに留意。

## 概要
3つか4つの亜科に分けられ、60以上の属と450種ほどが知られる。アカハタ、マハタ、クエ、タマカイなどのいわゆるハタ類に加え、ハナダイ、サクラダイ、ヌノサラシなども含む多種多様なグループである。
熱帯から温帯の海に分布し、浅い海の岩礁やサンゴ礁に多く生息するが、マングローブなどの汽水域に侵入する種類や、水深200m以深の深海に生息する種類もいる。
体の外見は亜科によって大きく異なる。体の大きさも数cmほどのハナダイ類から2mを超えるタマカイまで変異に富んでいる。体色や模様も、種類や成長の度合いによって多彩である。
多くの種類が雌性先熟の性転換を行うことが知られている。若い個体はメスが多く、成熟して大型になった個体ではオスの割合が増える。
すべての種類が肉食性で、他の魚類や甲殻類、頭足類などを捕食する。大型のハタ類はサメ類と並ぶ有力な捕食者で、岩礁やサンゴ礁の食物連鎖で上位に立つ。

## 利用
多くの種類が食用に漁獲され、特にハタ類は高級食材として扱われるが、シガトキシンなどのシガテラ毒を体内に蓄積するバラハタやオオアオノメアラなどもいるので注意が必要である。また、ヌノサラシ類はふつう食用にされない。
香港、広州ではハタ類は「石斑魚」（セッパーンユー）と総称され、主に蒸し魚や揚げ物などに加工されて食べられる。近年は、中国全土の大都市にも運ばれて消費されるようになったため、養殖が盛んに行われている種もあるが、養殖が難しい種もあり、香港では絶滅を危惧して、減少している種を食べないよう呼びかけが行われている。ハタ科の魚の内、香港で最も珍重されるのは「老鼠斑」（ロウシューパーン）と称されるサラサハタで、次いで「紅斑」（ホンパーン）すなわちキジハタ、「東星斑」（トンセンパーン）すなわちスジアラ(アカジンミーバイ)である。

## 分類
広義のハタ科Serranidaeはさらにハナダイ亜科、ハタ亜科、ヒメコダイ亜科、ヌノサラシ亜科に分けられるが、ヌノサラシ亜科はヌノサラシ科Grammistidaeとしてハタ科と別に分類することもある。ハナダイ亜科・ヒメコダイ亜科を別科とする場合、Serranidaeの和名はハナダイ科となり、ハタ科にはEpinephelidaeの学名が当てられる。本科に含める説もあったアラNiphon spinosusは、分子系統解析から独立科Niphonidaeとされている。狭義のハタ科Epinephelidaeにはキハッソク亜科・ハタ亜科・ヌノサラシ亜科・ハナスズキ亜科の4亜科が分類され、これらの亜科とアラ科は広義のハタ科ではハタ亜科の族とされていた。ここでは広義のハタ科に分類される各亜科の代表的な属と種類を挙げる。

### ハナダイ亜科 Anthiadinae

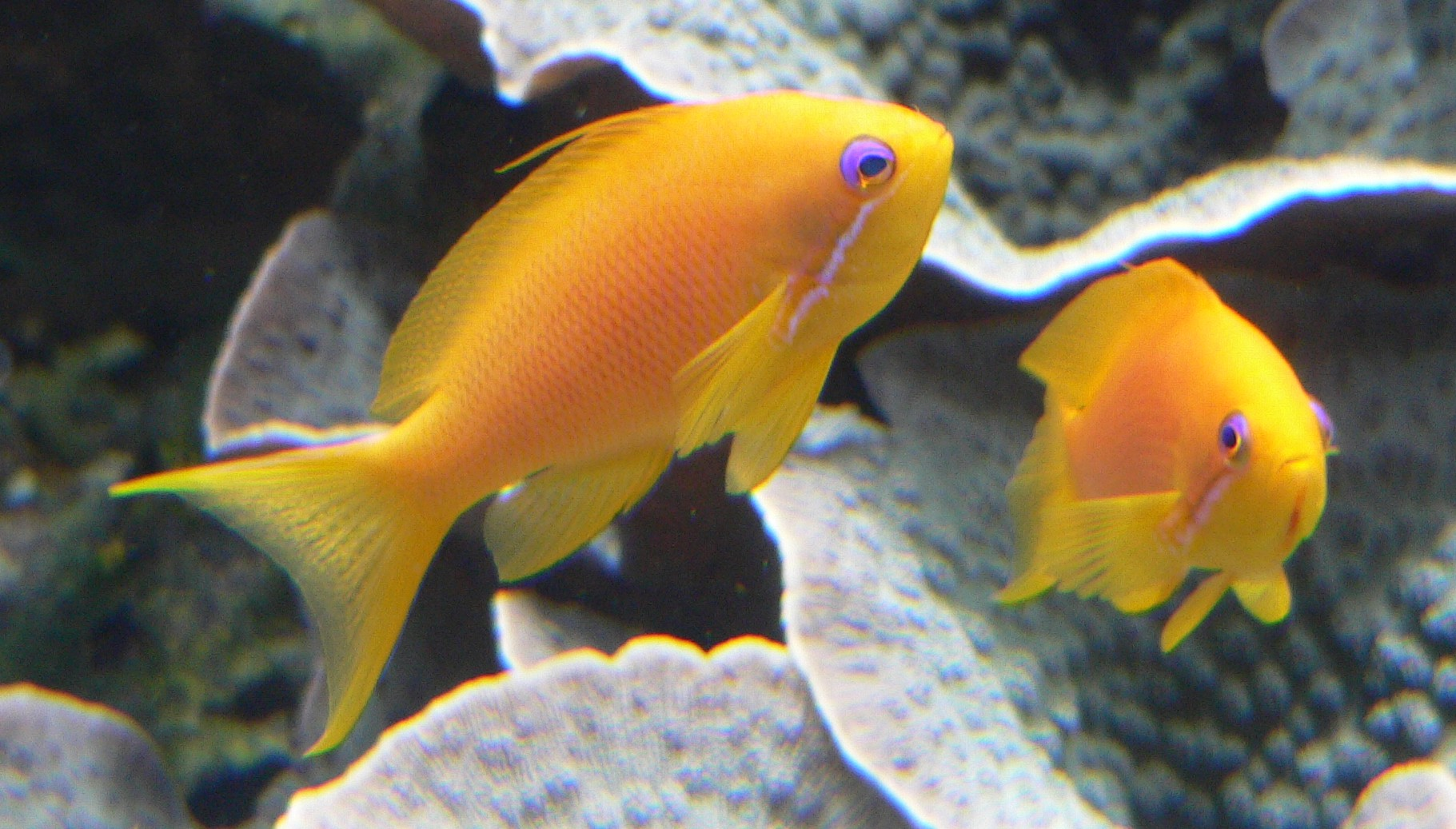
キンギョハナダイ Pseudanthias squamipinnis

ハナダイ亜科（学名：Anthiadinae）は、学名をAnthiinaeとすることもある。20 属170 種ほどが知られる。全長40cm ほどになるアカイサキを除けばほとんどの種類が小魚で、全長15cm を超える種類は少ない。体は赤、ピンク、紫、水色、黄色など鮮やかに彩られている。サンゴ礁や岩礁に群れで生息する。口は小さく、小型甲殻類や魚卵などの動物性プランクトンを捕食する。美しい魚だが一般に飼育は難しい。
なお、カワリハナダイやシキシマハナダイはハナダイ亜科の魚とよく似ているが、それぞれスズキ目・スズキ亜目・カワリハナダイ科 Symphysanodontidae とシキシマハナダイ科 Callanthiidae で、ハナダイ亜科とは分類が異なる。
- アカイサキ属 Caprodon - アカイサキ
- ミナミハナダイ属 Luzonichthys  - ミナミハナダイ、ソメワケミナミハナダイ
- イトマンオオキンギョ属 Meganthias - イトマンオオキンギョ
- ハナゴイ属 Mirolabrichthys - ハナゴイ
- アカネハナゴイ属 Nemanthias - フタイロハナゴイ、アカネハナゴイ
- イッテンサクラダイ属 Odontanthias - マダラハナダイ、ハタタテハナダイなど
- イズハナダイ属 Plectranthias - チゴハナダイ、アズマハナダイ、カスミサクラダイ P. japonicus など
- ナガハナダイ属 Pseudanthias - キンギョハナダイ、ナガハナダイなど
- アカボシハナゴイ属 Pyronotanthias - アサヒハナゴイ、アカボシハナゴイなど
- ホカケハナダイ属 Rabaulichthys - ホカケハナダイ
- サクラダイ属 Sacura - サクラダイ
- スミツキハナダイ属 Selenanthias - スミツキハナダイ、キイハナダイ
- ハナゴンベ属 Serranocirrhitus - ハナゴンベ
- ヒメハナダイ属 Tosana - ヒメハナダイ
- イトヒキハナダイ属 Tosanoides - イトヒキハナダイ、キシマハナダイ
- Caesioperca属 - バタフライパーチ C. lepidoptera、バーバーパーチ C. rasor など
- Hypoplectrodes属 - レッドバンデッドパーチ H. huntii、ブラックバンデッドシーパーチ H. nigroruber など

### ヒメコダイ亜科 Serraninae

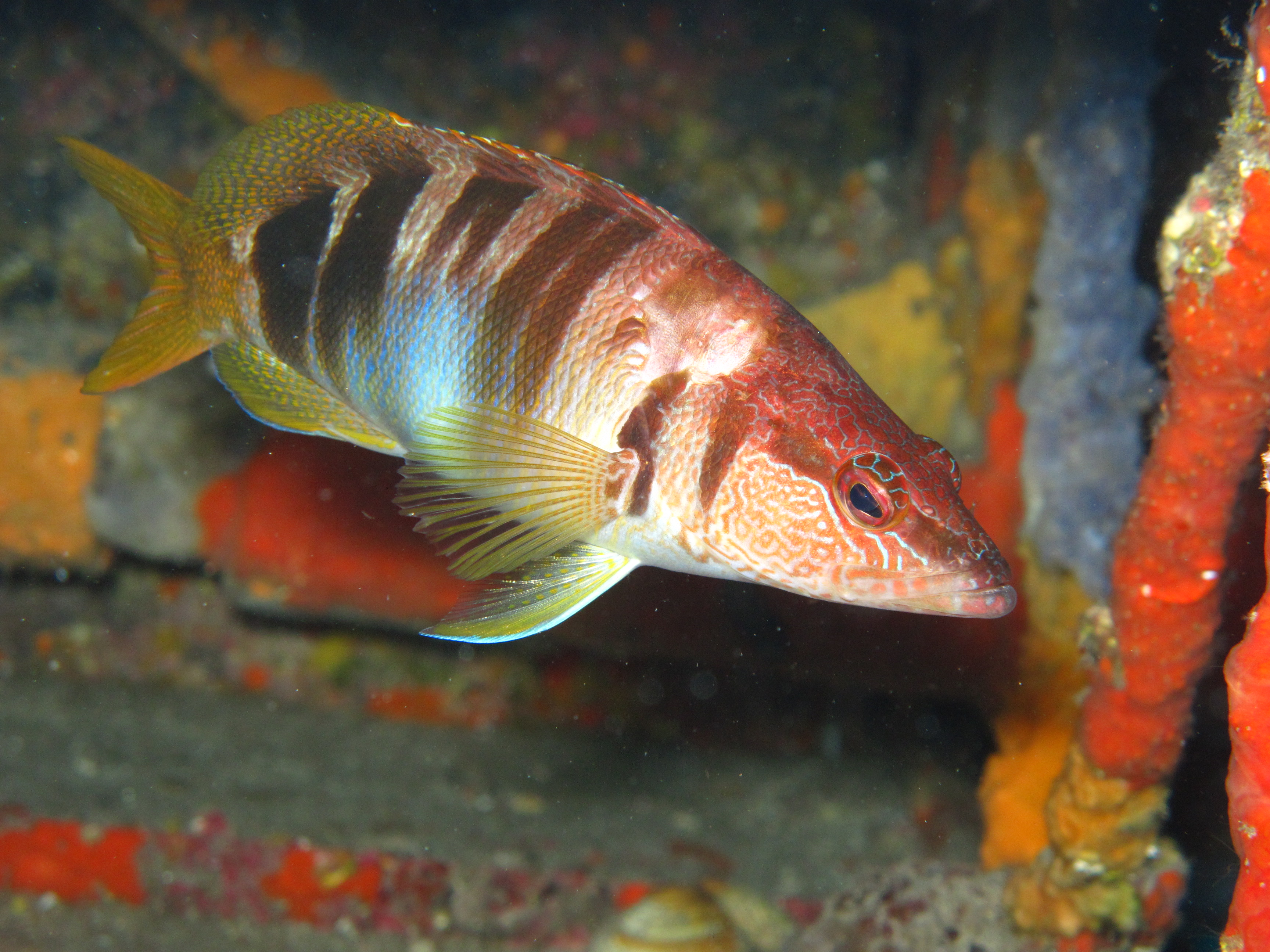
セルラヌス属（ヒメスズキ属） Serranus scriba

ヒメコダイ亜科（学名：Serraninae）は、セルラヌス亜科ともいい、13 属75 種ほどが知られる。大部分は東太平洋や大西洋に分布していて、日本近海ではやや深い海の砂泥底にヒメコダイ属の魚が分布するのみである。ハタ亜科などをハタ科Epinephelidaeに分ける場合、ハナダイ亜科とともにハナダイ科Serranidaeに分類される。
- ヒメコダイ属 Chelidoperca - ヒメコダイ、ホシヒメコダイ、ミナミヒメコダイ、トサヒメコダイ
- セルラヌス属（ヒメスズキ属） Serranus
- Paralabrax属

### ハタ亜科 Epinephelinae
ハタ亜科（学名：Epinephelinae）は、マハタ亜科ともいい、いわゆるハタ類が分類される。26 属190 種ほどが知られる。口が大きく、下あごが上あごより前に突き出る。成魚の大きさは全長10cm そこそこの種類から、全長2m を超える大型種まで様々である。単独で生活し、ほとんどの種類は海底近くをあまり離れない。食用や観賞用として利用される種類を多く含む。
従来のハタ亜科がハタ科Epinephelidaeに昇格したことにより、ハタ族Epinepheliniが狭義のハタ亜科となった。マハタとマハタモドキはEpinephelus属（旧マハタ属）に分類されていたが、Hyporthodus属として独立した。
- クロハタ属 Aethaloperca - クロハタ
- アズキハタ属 Anyperodon - アズキハタ
- ユカタハタ属 Cephalopholis - ユカタハタ、アザハタ、ニジハタ、アカハナなど
- サラサハタ属 Cromileptes - サラサハタ
- アカハタ属 Epinephelus - クエ、タマカイ、オオスジハタ、カンモンハタ、カスリハタ、アカハタ、アオハタ、キジハタ、ヤイトハタなど
- タテスジハタ属 Gracila - タテスジハタ
- マハタ属 Hyporthodus - マハタ、マハタモドキ
- スジアラ属 Plectropomus - スジアラ、オオアオノメアラ、コクハンアラなど
- ヤマブキハタ属 Saloptia - ヤマブキハタ
- トビハタ属 Triso - トビハタ
- バラハタ属 Variola - バラハタ、オジロバラハタ

### キハッソク亜科 Diploprioninae
キハッソク亜科（学名：Diploprioninae）は、 かつてハタ亜科のキハッソク族Diploprioniniとされた分類群で、日本では3属3種が知られている。ハナスズキ亜科とともにLiopropomatidae科とする見解もある。
- キハッソク属 Diploprion - キハッソク
- ルリハタ属 Aulacocephalus - ルリハタ
- ヤミスズキ属 Belonoperca - ヤミスズキ

### ハナスズキ亜科 Liopropomatinae
ハナスズキ亜科（学名：Liopropomatinae）は、かつてハタ亜科のハナスズキ族Liopropominiとされた分類群で、日本ではハナスズキ属のみが知られている。キハッソク亜科とともにLiopropomatidae科とする見解もある。
- ハナスズキ属 Liopropoma - ツルグエ、ハナスズキなど
- Bathyanthias
- Jeboehlkia
- Rainfordia - フラットヘッドパーチ R. opercularis

### ヌノサラシ亜科 Grammistinae
ヌノサラシ亜科（学名：Grammistinae）は、かつてハタ亜科のヌノサラシ族Grammistiniとされた分類群。ヌノサラシ科（学名：Grammistidae）として別の科に分類することもある。8 属20 種ほどが知られる。体型はハタ亜科の魚によく似るが、全長は10-30cm ほどにしかならない。敵に襲われると皮膚からグラミスチンという毒を含んだ粘液を分泌して身を守る。この粘液は石鹸のように泡立つため、この亜科の魚を総称して ソープフィッシュ（Soapfish） という英名もある。一般に食用にはされない。
- ヤマトトゲメギス属 Aporops - ヤマトトゲメギス
- ヌノサラシ属 Grammistes - ヌノサラシ
- ジャノメヌノサラシ属 Grammistops - ジャノメヌノサラシ
- アゴハタ属 Pogonoperca - アゴハタ
- トゲメギス属 Pseudogramma - トゲメギス
- クレナイトゲメギス属 Suttonia - クレナイトゲメギス、カザンクレナイトゲメギス

### アラ科 Niphonidae
アラ科（学名：Niphonidae）は、かつてハタ亜科のアラ族Niphoniniとされていたが、Centropomidae、Percichthyidaeなどの科に分類されることもあった。分子系統解析により、1属1種の単型の科とされた。
- アラ属 Niphon - アラ